# 斉中親王
斉中/齊中親王（ときなかしんのう）は、宇多天皇の第二皇子。母は参議橘広相の娘・義子。

## 経歴
元慶9年/仁和元年（885年）、臣籍に降下していた源定省の二男・源斉中として生まれる。仁和3年（887年）、父（宇多天皇）の皇籍復帰と即位に伴い、皇族に列することになった。
仁和5年（889年）の元日に5歳で元服。同年12月（890年1月）に維城王（後の敦仁親王こと醍醐天皇）らとともに親王宣下を受ける。しかし、2年後の寛平3年（891年）10月13日に7歳で夭折。薨奏は行われなかった。